# オールドデルフト
オールドデルフト（英: Old Delft 、蘭: De Oude Delft ）は1939年オランダのデルフト市アウデ・デルフト街36番地に設立されたレンズメーカー。設立当初は、創立者オスカー・J・ファン・レールス（Oscar J. van Leers ）にちなみファン・レールス光学工業（Van Leers Optische Industrie ）と呼ばれていた。正式名称はデ・アウデ・デルフト（De Oude Delft ）だが日本では英語名が通称とされた。2008年現在、レンズは製造していない。
一般スチルカメラ用ではアルパ、コンタックス、エクサクタマウント、ライカLマウント、M42マウント等にレンズを供給していた。
1960年代にカメラのレンズ生産を止め、X線撮影機材、電子機器などの総合メーカーとなった。
1984年には双眼鏡用対物カタディオプトリック光学系で米国特許4487483を取っている。設計者のF・J・フェルステークは明るく、安価に製作でき、しかも像質を落とさぬよう3枚構成で苦心して設計した。光学プラスチックによりさらに軽量化でき、この場合の材料も明細書に指定されている。
1990年には市内のフェレーニッヒテ・インストゥルメンテンファブリーケン・エンラフ＝ノニアス（Verenigde Instrumentenfabrieken Enraf-Nonius ）と合併、デルフト・インストゥルメンツ（Delft Instruments ）となった。医療機器とくに放射線や超音波を対象にしたハード・ソフトウェア製造を行っている。

## レンズ製品一覧
ブランドはアルフィナー（Alfinar ）、アルフィノン（Alfinon ）、アルグラー（Algular ）、アレファー（Alefar ）、デルファー（Delfar ）、デルカ（Delca ）、ミノール（Minor ）等が使われた。

### アルパマウント
アルパ第一世代用、第二世代以降用ともレンズを製造している。